# Creepshow (serie de televisión)
Creepshow es una serie de televisión web de antología y horror estadounidense, que fue lanzado al servicio de streaming Shudder en 2019. La serie es una continuación de la primera y segunda película en la franquicia Creepshow, la serie presentaba seis episodios con dos historias de terror por episodio.
La serie se estrenó el 26 de septiembre de 2019.
El 30 de octubre de 2019, la serie fue renovada para una segunda temporada.

## Trama
El Creep cuenta a los miembros de la audiencia historias de horror oscuramente sombrías de las páginas del cómic Creepshow.

## Producción

### Desarrollo
En julio de 2018, se anunció la serie de televisión Creepshow, con Greg Nicotero como productor y servicio de streaming Shudder como distribuidor. Al igual que en el Creepshow original, y a diferencia de la secuela, The Creep es una marioneta que hace chistes (sobre todo en las aberturas frías de cada episodio) a través de señales no verbales o risas.

### Adaptaciones
El 16 de enero de 2019, se anunció que uno de los segmentos del episodio piloto se basará en el relato corto de Stephen King, «Survivor Type» de su colección de 1985, Skeleton Crew; sin embargo, esa historia finalmente no se utilizó para la primera temporada. Como en el caso de las películas, la serie se basará en cuentos de ficción. Posteriormente, también se anunció lo siguiente como base para las historias:
- Gray Matter de Stephen King
- By the Silver Water of Lake Champlain de Joe Hill
- The Companion de Joe R. Lansdale
- The House of the Head de Josh Malerman
- The Man in the Suitcase de Christopher Buehlman
- All Hallows Eve de Bruce Jones
- Times Is Tough in Musky Holler de John Skipp y Dori Miller
- The Finger de David J. Schow

Las historias originales anunciadas incluyen:
- Lydia Layne’s Better Half de John Harrison y Greg Nicotero
- Skincrawlers written de Paul Dini y Stephen Langford
- Night of the Paw de John Esposito
- Bad Wolf Down de Rob Schrab

### Casting
En abril de 2019, se anunció que Adrienne Barbeau, Giancarlo Esposito y Tobin Bell, se habían unido al elenco principal de la serie. Posteriormente, se anunció que David Arquette, Tricia Helfer y Dana Gould se habían unido al elenco principal. El 20 de junio de 2019, se anunció que Jeffrey Combs, Bruce Davison, DJ Qualls, Big Boi, y Kid Cudi se habían unido al elenco como miembros adicionales.

### Directores
A diferencia de las películas, la serie Creepshow contará con varios directores en lugar de un solo director. Los directores de segmento anunciados incluyen a David Bruckner, Roxanne Benjamin, Rob Schrab, John Harrison, Greg Nicotero, y Tom Savini; los tres últimos habiendo trabajado en las dos primeras películas de Creepshow.

### Rodaje
El rodaje de la serie comenzó en febrero de 2019 en Atlanta, Georgia.

## Lanzamiento
La serie se estrenó en Shudder el 26 de septiembre de 2019.

## Episodios
| N.º | Título                                     | Dirigido por                | Escrito por                                                                         | Fecha de lanzamiento original |
| --- | ------------------------------------------ | --------------------------- | ----------------------------------------------------------------------------------- | ----------------------------- |
| 1 | «Gray Matter»«The House of the Head»       | Greg NicoteroJohn Harrison  | Historia de: Stephen King Guion de: Byron Willinger & Philip de Blasi Josh Malerman | 26 de septiembre de 2019      |
| Un padre afligido que vive con su hijo desarrolla un problema con la bebida con consecuencias graves. Una niña descubre una extraña cabeza de juguete en su recién adquirida casa de muñecas.                                    |                                            |                             |                                                                                     |                               |
| 2 | «Bad Wolf Down»«The Finger»                | Rob SchrabGreg Nicotero     | Rob SchrabDavid J. Schow                                                            | 3 de octubre de 2019          |
| Un pelotón de desesperados soldados norteamericanos recurre a una solución poco probable cuando son atrapados por los nazis. Un hombre solo encuentra un dedo extraño que parece estar creciendo...                              |                                            |                             |                                                                                     |                               |
| 3 | «All Hallows Eve»«The Man in the Suitcase» | John HarrisonDavid Bruckner | Bruce JonesChristopher Buehlman                                                     | 10 de octubre de 2019         |
| Un grupo de adolescentes aterroriza el vecindario en Halloween. Un viajero que regresa de un viaje encuentra a un hombre metido en su maleta cuando regresa. Sus amigos explotan al hombre de la maleta por sus poderes mágicos. |                                            |                             |                                                                                     |                               |

## Halloween Horror Nights
El 3 de agosto de 2019, Universal Parks & Resorts anunció que Creepshow vendría a Halloween Horror Nights exclusivamente en su parque temático en Universal Studios Hollywood. El laberinto incluía tres segmentos de la película de 1982 («Father's Day», «The Crate» y «They're Creeping Up On You»), así como otros dos de la nueva versión de televisión web para Shudder («Gray Matter» y «Bad Wolf Down»).